# Забигайло, Владимир Ефимович
Владимир Ефимович Забигайло (1934—1996) — украинский советский горный инженер-геофизик. Доктор геолого-минералогических наук (1975), профессор (1979), член-корреспондент АН УССР (1988), академик НАНУ (1990). Заслуженный деятель науки и техники Украины (1995).
Лауреат Государственной премии УССР в области науки и техники (1991), лауреат премии имени В. И. Вернадского АН УССР (1986).
Основатель нового научного направления в изучении геологических условий и факторов проявлений выбросов угля, горных пород и газа.

## Биография
Окончил Днепропетровский горный институт (1952—1958).
В 1958—1961 работал в Миргородской промышленно-геофизической экспедиции треста «Укргеофізика» (Полтавская область);
в 1961—1964 — в Днепропетровской экспедиции Украинского научно-исследовательском геолого-разведочном институте;
в 1964—1968 — в Институте минеральных ресурсов Мингео УССР (Симферополь);
в 1968—1986 — в Институте геотехнической механики (Днепропетровск): с 1970 по 1984 — зав. отдела вещественного состава и физико-механических свойств горных пород, с 1984 по 1986 — зав. отдела геологии угольных месторождений больших глубин; с 1986 по 1996 — в Институте геологии и геохимии горючих ископаемых НАН Украины (Львов): директор; одновременно в 1979—1986 и 1995—1996 — в Днепропетровском горном институте (ныне Национальный горный университет): профессор кафедры геологии и разведки месторождений полезных ископаемых.
Был главным редактором межведомственного журнала «Геология и геохимия горючих ископаемых».
С 1992 — председатель Украинского комитета Карпато-Балканской геологической ассоциации.
Возглавлял научный совет по проблемам «Геология и геохимия горючих ископаемых», с 1993 г. был членом бюро Научного совета «Тектоносфера Украины» и межведомственного научного совета «Научные основы разработки угольных месторождений Украины».
Под его руководством защитились 19 кандидатов и 2 доктора наук.

## Научная деятельность
Выдающийся украинский учёный в области геологии и геохимии угля, нефти и газа, разработки методов прогнозирования выбросоопасных пород в глубоких горизонтах Донбасса.
Основатель научной школы комплексного исследования угленосных формаций. Результаты его фундаментальных исследований геологии угольных бассейнов Украины, их газоносности и горно-геологических условий разработки угольных залежей на больших глубинах позволили разработать принципиально новые способы прогноза выбросоопасности горных пород и угля, естественной метаноносности угольных бассейнов Украины.
Он инициатор и руководитель национальной программы "Метан угольных месторождений Украины. Проблемы поиска, оценки и промышленного освоения (1984—2005) «.

## Избранные публикации
- Проблемы геологии газов угольных месторождений. 1972 (в соавт.);
- Геологические основы теории прогноза выбросоопасности угольных пластов и горных пород. 1978; * Выбросоопасность горных пород Донбасса. 1983 (в соавт.);
- Физико-химические методы управления состоянием угольнопородного массива (1989);
- Проблеми геології і геохімії горючих копалин заходу УРСР» (1990);
- Влияние катагенеза горных пород и метаморфизма углей на их выбросоопасность. 1990 (в соавт.);
- Корисні копалини Львівсько-Волинського басейну та напрями їх комплексного використання (1992);
- Тектоника и горно-геологические условия разработки угольных месторождений Донбасса. 1993 (в соавт.);

## Награды
- Орден «Знак Почёта»,
- Почётный Знак «Шахтёрская слава» ІІ и ІІІ степени
- Заслуженный деятель науки и техники Украины
- Премия имени В. И. Вернадского АН УССР
- Государственная премия УССР в области науки и техники (1991).